# Macaranga punctata
Macaranga punctata är en törelväxtart som beskrevs av Karl Moritz Schumann. Macaranga punctata ingår i släktet Macaranga och familjen törelväxter. Inga underarter finns listade i Catalogue of Life.